# Acido xenonucleico
In biologia sintetica, gli acidi xenonucleici (o XNA) sono macromolecole polimeriche lineari affini agli acidi nucleici, per la presenza nei nucleotidi di un gruppo fosfato e di una delle quattro basi azotate, ma con altre molecole al posto dello zucchero pentoso. Nell'aprile 2012 i ricercatori del Medical Research Council britannico hanno annunciato la sintesi di sei diversi tipi di acidi xenonucleici, usando al posto dei monosaccaridi ribosio e desossiribosio, molecole alternative come il treosio, l'arabinosio, il cicloesene e l'anidroxilitolo. Sono stati anche sviluppati enzimi di polimerasi in grado di sintetizzare tali molecole trascrivendo l'informazione genetica contenuta in segmenti di DNA e RNA, e viceversa.
La ricerca dimostrerebbe, in linea di principio, che la vita può servirsi non solo di molecole RNA e DNA ma anche di molecole alternative.
Gli XNA offrirebbero inoltre molecole alternative al DNA/RNA usato per scopi terapeutici, che sarebbero meno soggette alla degradazione naturale, in quanto non riconosciute come tali dai sistemi viventi.